# Кучиште
Кучиште је насељено место у саставу општине Оребић, на полуострву Пељешцу, Дубровачко-неретванска жупанија, Република Хрватска.

## Историја
До територијалне реорганизације у Хрватској налазило се у саставу старе општине Корчула.

## Становништво
На попису становништва 2011. године, Кучиште је имало 217 становника.
| Број становника по пописима | Број становника по пописима | Број становника по пописима | Број становника по пописима | Број становника по пописима | Број становника по пописима | Број становника по пописима | Број становника по пописима | Број становника по пописима | Број становника по пописима | Број становника по пописима | Број становника по пописима | Број становника по пописима | Број становника по пописима | Број становника по пописима | Број становника по пописима |
| --------------------------- | --------------------------- | --------------------------- | --------------------------- | --------------------------- | --------------------------- | --------------------------- | --------------------------- | --------------------------- | --------------------------- | --------------------------- | --------------------------- | --------------------------- | --------------------------- | --------------------------- | --------------------------- |
| 1857                        | 1869                        | 1880                        | 1890                        | 1900                        | 1910                        | 1921                        | 1931                        | 1948                        | 1953                        | 1961                        | 1971                        | 1981                        | 1991                        | 2001                        | 2011                        |
| 446                         | 412                         | 333                         | 317                         | 302                         | 295                         | 273                         | 266                         | 203                         | 224                         | 272                         | 225                         | 200                         | 214                         | 204                         | 217                         |

Напомена: У 1857, 1869, 1921. и 1931. садржи део података за насеље Подгорје.

### Попис1991.
На попису становништва 1991. године, насељено место Кучиште је имало 214 становника, следећег националног састава:
| Попис 1991.‍  | Попис 1991.‍  | Попис 1991.‍ | Попис 1991.‍ | Попис 1991.‍ |
| ------------ | ------------ | ----------- | ----------- | ----------- |
|              |              |             |             |             |
| Хрвати       | Хрвати       |             | 181         | 84,57%      |
| Срби         | Срби         |             | 5           | 2,33%       |
| Македонци    | Македонци    |             | 4           | 1,86%       |
| Муслимани    | Муслимани    |             | 2           | 0,93%       |
| Немци        | Немци        |             | 1           | 0,46%       |
| неопредељени | неопредељени |             | 14          | 6,54%       |
| непознато    | непознато    |             | 7           | 3,27%       |
| укупно: 214  |              |             |             |             |